# Heusenstamm
Heusenstamm is een plaats in de Duitse deelstaat Hessen, gelegen in de Landkreis Offenbach. De stad telt 18.960 inwoners.

## Geografie
Heusenstamm heeft een oppervlakte van 19,03 km² en ligt in het centrum van Duitsland, iets ten westen van het geografisch middelpunt.

## Zustergemeenten
- Malle (België)
- Saint-Savin-sur-Gartempe (Frankrijk), sinds 19 juli 1969[2]

Dietzenbach ·
Dreieich ·
Egelsbach ·
Hainburg ·
Heusenstamm ·
Langen (Hessen) ·
Mainhausen ·
Mühlheim am Main ·
Neu-Isenburg ·
Obertshausen ·
Rödermark ·
Rodgau ·
Seligenstadt